# 120-мм полковий міномет зразка 1938 року
120-мм полковий міномет зразка 1938 року (ПМ-38) — радянський міномет калібру 120 мм. Являє собою гладкоствольну жорстку систему зі схемою уявного трикутника. Був розроблений у конструкторському бюро під керівництвом Б. І. Шавиріна .

## Опис
Міномет мав приставний колісний хід, що дає можливість буксирування четвіркою коней або вантажівкою (з обмеженням швидкості через просту жорстку підвіску), або навантаженням в кузов.
Той самий колісний хід дозволяв перекочувати міномет силами розрахунку, що було незвичайно для артсистеми такої потужності.
Постріл проводився накалюванням капсуля під вагою міни, або ж за допомогою спускового механізму - з метою безпеки при стрільбі потужними зарядами.
Заряд розміщувався у хвостовику міни; для збільшення дальності існували додаткові заряди в матер'яних картузах, що кріпилися вручну на хвостовик.
Швидкострільність досягала 15 пострілів за хвилину.